# Ненсі Г'юстон
Не́нсі Г'ю́стон (англ. Nancy Huston; нар. 16 вересня 1953, Калгарі) — канадська письменниця, авторка романів та есе.

## Біографія
Народилася 1953 року в канадському місті Калгарі (провінція Альберта). Коли Ненсі було 6 років, мати покинула сім'ю. Після цього Ненсі тривалий час жила в своєї майбутньої мачухи в Німеччині, де опанувала німецьку. Сімейна травма позначилася також на ставленні Ненсі Г'юстон до рідної англійської. Тема жінки й матері, яка покидає свою родину й шукає свого шляху в житті Ненсі Г'юстон тематизувала в романі «Контрданс» («La virevolte»).
Пізніше Ненсі разом з батьком та мачухою знову певний час жила в Калгарі. 1968 року вона переїхала з родиною до міста Вілтон у штаті Нью-Гемпшир (США). 1973 року приїхала до Парижа. Підготувала в EHESS магістерську роботу про лайливі вислови «Говорити й забороняти, основи лайкознавства» («Dire et interdire, éléments de jurologie») під керівництвом Ролана Барта.
Прозу пише французькою, а потім сама перекладає англійською. Г'юстон живе в Парижі разом з чоловіком, відомим філософом та істориком Цветаном Тодоровим, з яким має двох дітей.

## Творчість
Ненсі зайнялася ґрунтовним вивченням французької мови під час навчання в Парижі. Тоді ж вона виявила, що використання мови, яка не є для неї рідною, дозволяє досягти особливого стилістичного ефекту: тексти французькою відрізнялися від текстів рідною англійською за рахунок більш усвідомлено, хоча часом і обмеженого, добору виражальних засобів.
У наступні роки Г'юстон опублікувала декілька романів, які позитивно сприйняли як критики, так і читаті. Особливо успіщними були романи «Печать янгола» та «Dolce Agonia». Загалом з 1980 року Г'юстон опублікувала більше 29 книжок прози й есеїстики. Перекладала художні твори з шведської (Йоран Тунстрем) та французької (Анрі Бошо та ін). Твори Г'юстон перекладено багатьма мовами світу.

## Визнання
За свою літературну діяльність Ненсі Г'юстон була неодноразово відзначена державними та громадськити нагородами. 1993 року Г'юстон отримала спеціальну премію генерал-губернатора Канади, 2006 стала лауреатом престижної премії Феміна та премії Французького телебачення, 2007 року стала почесним доктором Льєзького університету, а 2010 року — почесним доктором Оттавського університету.
Нагороджена Орденом Канади (2005).

## Переклади українською
- Ненсі Г'юстон. Розколини. Переклад з французької Івана Рябчія. – Львів: Видавництво Анетти Антоненко, 2021. – 400 с.
- Ненсі Г'юстон. Печатка янгола. Роман / Переклад із французької Івана Рябчія. — Львів: Видавництво Анетти Антоненко, 2018. — 224 с. ISBN 978-617-7654-01-7